# Арцарон-Басо (Падова)
Арцарон-Басо је насеље у Италији у округу Падова, региону Венето.
Према процени из 2011. у насељу је живело 9 становника. Насеље се налази на надморској висини од 1 м.